# 梁氏宗祠 (石塘镇)
梁氏宗祠，是位于中国安徽省合肥市肥东县石塘镇龙城社区的一个清代古建筑，2017年入选第七批肥东县文物保护单位。
梁氏宗祠始建于清朝乾隆九年（1744年），嘉庆八年（1803年）重修，道光三年（1823年）增修，三进五开间。2014年，梁氏后人对祠堂进行复建，在宗祠旧址中发现了乾隆时期的施黄釉砖雕，系国家三级文物。